# 黑腹平背䲁
黑腹平背䲁（學名：Stathmonotus hemphillii），為條鰭魚綱䲁形目煙管䲁科平背䲁屬的一個種，種名是為了紀念收集此樣本的軟體動物學家亨利‧亨普希爾（Henry Hemphill，1830-1914），分布於中西大西洋美國佛羅里達州南部、巴哈馬至宏都拉斯、小安地列斯群島海域，深度0至5公尺，本魚細長，頭短而鈍，鼻孔、眼上、頸背或前鰓蓋骨上無觸鬚，大斜口，口腔頂部的前部有牙齒，前鰓蓋骨的後緣被皮膚覆蓋，背鰭軟條45-50枚、臀鰭硬棘2枚、臀鰭軟條23-29枚，雄魚有深色和淺色兩種形態，顏色各異，淺色形態可能無色，或在臉頰上和眼睛之間有淺色斑點網紋；深色變體，身體呈紅色至黑色，臉頰上有一個深色邊緣的白色斑點，鰭邊緣為白色，有時背鰭和臀鰭上有白色的V形條紋。雌魚無色，有時眼睛下方有4-6 條深色的網紋，體長可達4公分，棲息在有礁石區，雌魚產附著性卵，雄魚會守護卵，生活習性不明。